# Porzana parva

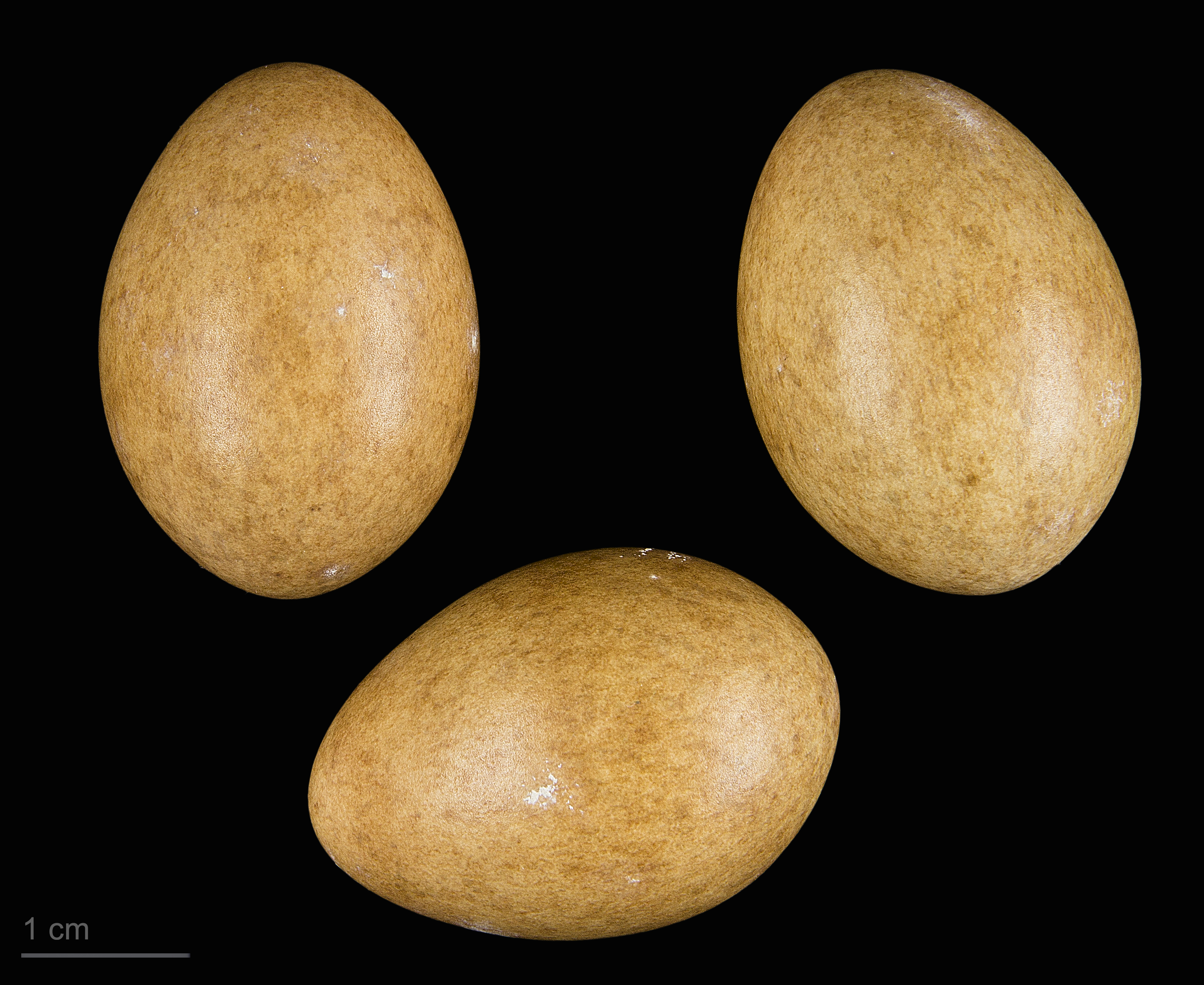
Porzana parva

Porzana parva là một loài chim trong họ Rallidae.